# Kamber
Kamber (o Camber) è un leggendario sovrano di Cambria, secondo la Historia Regum Britanniae di Goffredo di Monmouth.
Kamber era uno dei figli di Bruto di Troia e quindi discendente di Enea. Dopo la morte del padre ebbe la regione chiamata Cambria, che più o meno corrisponde all'odierno Galles.
Aiutò il fratello Locrino a sconfiggere re Humber degli unni per vendicare l'assassinio del loro fratello più giovane, Albanatto.